# محسن فضل الله
محسن فضل الله سباح سوداني ولد في مدينة الخرطوم عام 1994 نافس في الألعاب الأولمبية الصيفية 2012 في لندن.

## روابط خارجية
- محسن فضل الله على موقع أوليمبيديا (الإنجليزية)